# Vojtěch Kuchynka
Vojtěch Kuchynka (7. května 1871 Nové Strašecí – 1. srpna 1942 Tábor) byl český kontrabasista, sbormistr a hudební skladatel.

## Život
Studoval na Pražské konzervatoři hru na kontrabas u Vendelína Sládka a skladbu u Antonína Dvořáka. V roce 1895 vynikl jako sólista Výstavního orchestru řízeného Karlem Kovařovicem na Českoslovanské národopisné výstavě. Byl sbormistrem pěveckého sboru Hálek a sboru Obchodnické besedy a vyučoval hru na klavír v rodině Fürstenbergů na Leontýnském zámku v Roztokách u Křivoklátu. V roce 1899 se stal koncertním mistrem orchestru Národního divadla.
Získal si mezinárodní respekt jako sólista na kontrabas, na nástroj, který byl do té doby považován za spíše jen za součást orchestru. Vykonal na 600 sólových koncertů v Evropě i ve Spojených státech. Často účinkoval společně s Českým kvartetem. Byl jedním z prvních kontrabasistů, kteří své umění nahráli na gramofonové desky. Zkomponoval na 140 skladeb. Jeho dílo se stalo základem literatury pro sólový kontrabas a jeho skladby bývají povinnou součástí na mezinárodních soutěžích pro tento nástroj.
Byl také vynikajícím pedagogem. Jeho žákem byl i bratr František Kuchynka, který působil rovněž v orchestru Národního divadla a později se proslavil ve Spojených státech.

## Dílo (výběr)

### Orchestrální skladby
- Koncert pro kontrabas a orchestr
- Scherzo pro smyčce

### Komorní skladby
- Duetto pro housle a kontrabas
- Romance pro harfa|harfu a kontrabas
- Canzonetta pro kontrabas a klavír
- Husitská fantazie pro kontrabas a klavír
- Humoreska à la Mazurka pro kontrabas
- Novostrašecký valčík
- Koncertní valčík Op.28 pro kontrabas a klavír
- Amélie-Galopp in D-Dur pro klavír na čtyři ruce
- Barcarola pro klavír na dvě ruce

### Vokální skladby
- Dvě písně pro bas s průvodem klavíru
- Lípové květy, cyklus osmi písní pro sólový hlas (vyšší i střední) s průvodem klavíru
- 6 písní pro tenor a klavír
- Tré písní pro tenor s průvodem klavíru na slova Josefa Václava Sládka
- Stesk (písně)
- Ó, vlasti má (mužský sbor)

### Fantasie na různé motivy
- Národní české písně
- Prodaná nevěsta (Bedřich Smetana)
- Hubička (Bedřich Smetana)
- Psohlavci (Karel Kovařovic)
- Faust a Markétka (Charles Gounod)